# パラマウント (上海)

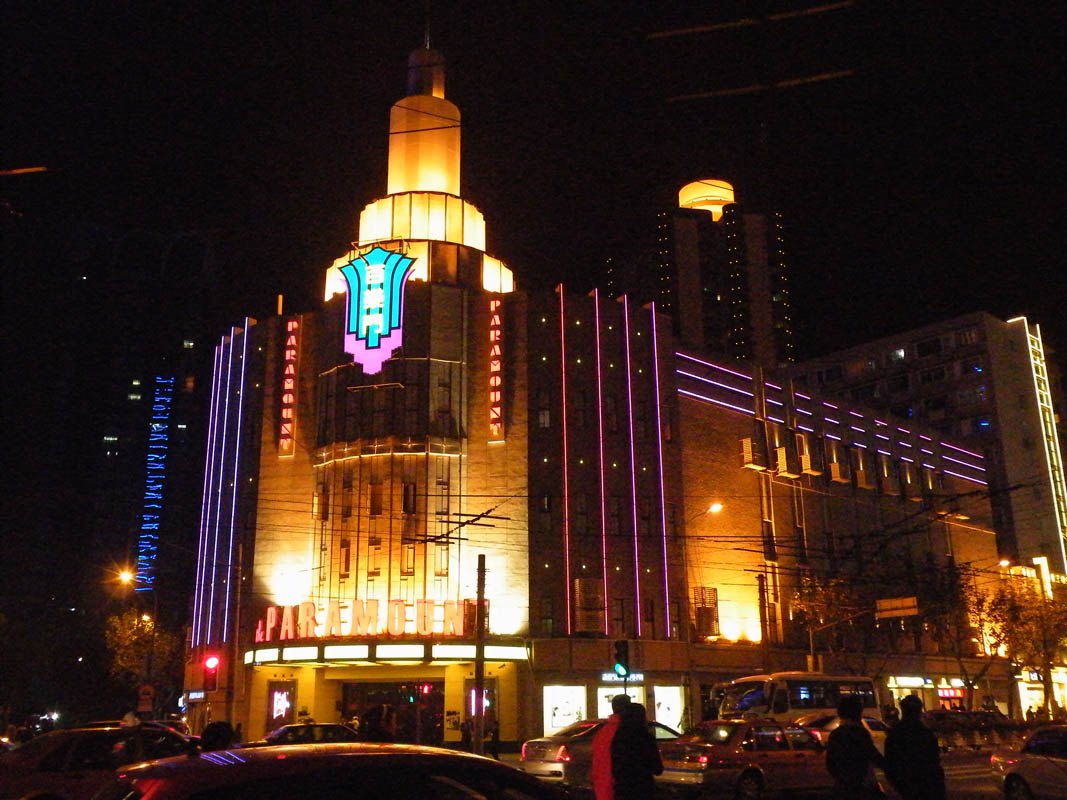
パラマウント、2009年撮影。

パラマウント（英語: The Paramount）、百楽門大舞庁（中国語: 百乐门大舞厅）は、上海市にある総合娯楽施設。正式名称は、百楽門大飯店舞庁（百樂門大飯店舞廳）という。1933年に正式に対外営業を始め、かつて中華人民共和国の建国前には、上海の核心地帯となっており、数多くの社会的名士が集い、「東方第一楽府」（東洋一の娯楽施設）と賞賛されていた。この娯楽場がある上海市静安区愚園路218番は、華山路との交差点に臨み、東側の静安寺に対面する位置にある。

## 名称の由来

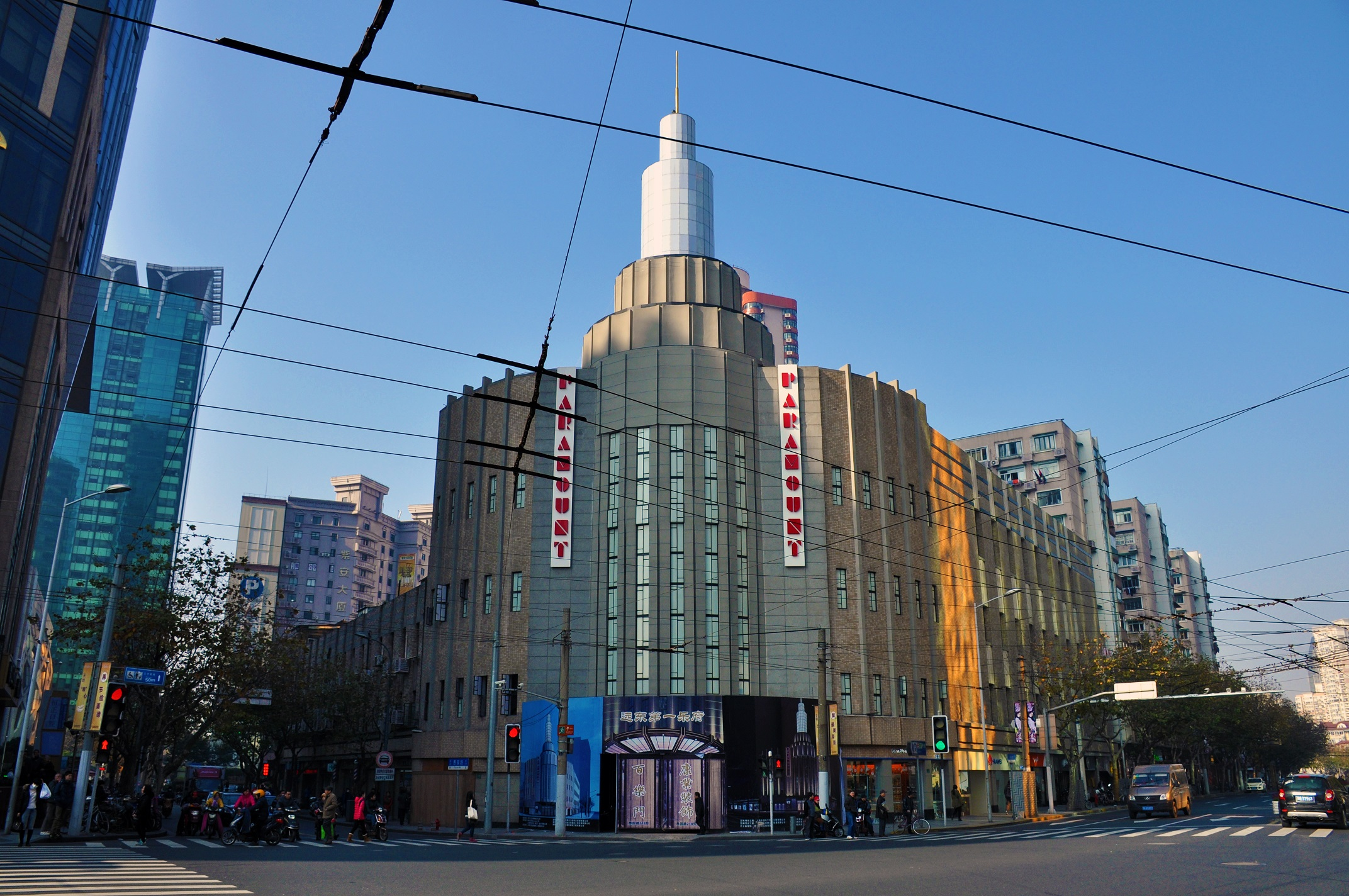
昼間のパラマウント

「パラマウント (Paramount)」は「至高、最大」といった意味であり、1932年の開業時から、この英文の看板が掲げられていたが、英語の原義は突出した高い山峰を意味し、近似した音で「百楽門」の字が当てられたが、この名称は「吉祥如意大富大貴」（めでたいことは意のままに、富も地位も高く）といった心理をもっていた当時の上海人に歓迎された。
「Paramount」というのはアメリカ合衆国のハリウッド4大映画会社のひとつのの名称でもあるが、この映画会社の社名には「派拉蒙」という字を当てるのが上海人の習慣となっていた。

## 歷史

### 1930年代〜1940年代
1929年、それまで静安寺路と戈登路（後の南京西路と江寧路）の交差点にあった、大華飯店が兼営するダンスホールが閉場となり、「貴族区」とも称されていた当時の上海西区から、貴族区にふさわしい娯楽場がなくなってしまった。
1931年、中国人の商人であった顧聯承が銀70万両を投資して静安寺の所有地の一部を購入し、パラマウント・ホールの建設に着手し、1933年に完成させて「百楽門」の字を当てて正式に開場した。建物は、当時の有名建築家であった楊錫鏐（S. J. Young; Yáng Xīli, 1899-1978) がアール・デコ様式で設計し、建設には陸根記営造廠があたった。
開業後のパラマウントは、たちまち当時有数の有名なダンスホールのひとつとなった。張学良は開業後しばしばこの施設を訪れ、会合に用いたほか、ダンスもしたという。1936年には、新婚だった夫人を伴って上海を訪れたチャップリンが、夫人とダンスをした。
パラマウントでは、周璇、白光、張露など、当時人気の歌手や女優たちが舞台に上がって歌や舞踏を披露していた。
またパラマウントでは、1934年に中国初のファッションショーが開催され、さらに、映画女優など有名人の結婚式場としても使われることが多かった。

### 共産革命後
1949年の中華人民共和国の建国後も、ダンスホールを中心として営業は続けられたが、1951年には施設全体が国有化のうえで改装されて1070席を備えた劇場となり、華越劇団（後の南京市越劇団）の拠点となった。1954年以降も様々な改装が進められ、1956年にダンスホールは閉鎖された。ダンスホール中心だったこの建物は、さらに改築が施され、劇場である紅都戯院となり、さらに文化大革命の時期に映画館であることを示す紅都電影院という名称となった。紅都電影院では、毛沢東思想のプロパガンダ映画が上映された。1978年にはさらに改称され、紅都影劇場となった。
1990年6月11日、紅都電影院の入口の雨よけの庇が経年劣化から崩れ、歩行者ひとりがその下敷きになって圧死した。紅都電影院は直ちに営業停止となり、大掛かりな修理がおこなわれ、修繕後の1991年には、百楽門影劇院と改称された。
1994年には上海市人民政府が指定した優秀歴史建築のひとつとされ、1999年には外装の修復が行われた。この時点では、映画館と喫茶店が2階、レストランが3階、ダンス・ホールが4階という構成になっていた。

### 21世紀
2001年、台湾の資本家たちが、300万ドル相当を費やして、建物の改修をおこない、2002年には再びパラマウント・ダンスホール（百楽門舞庁）として、内装に赤と金の装飾を施し、当初のスタイルでのダンスホールを再開した。改修後のパラマウントは、その経営理念として「多元化と時尚化（多元化和时尚化）を強調し、「東方のブロードウェイ（东方百老汇）」と讃えられるほどになった。2009年の時点では、若者向けのディスコが2階と3階、ダンス・ホールが4階という構成になっていた。
2010年、建物を昔日のように復元する改築工事により，上海国際博覧会の開催までに、外観の修繕が完成した。2013年には、上海百楽門文化娯楽有限公司が百楽門舞庁の経営権を掌握し、パラマウントの修繕計画の策定に着手した。2015年4月28日午前、建物の正面に足場が架けられ、建物の外観の修繕が正式に始まった。
パラマウントは、4年間の工事を経て、「修旧如旧」（昔のように修復）された後、2017年春にナイトクラブとして営業を再開すると報じられた。正式な再開業は、4月22日になった。上海百楽門文化娯楽有限公司の理事長である鄭鴻河は、再開業したパラマウントの営業時間を14時から24時とし、午後の喫茶を14時に開始して、宴会や、舞台公演などを含め、夜の食事の時間を17時30分から24時とすると発表した。午後の時間帯の客が消費する目安となる金額は500元以上、夜は1000元以上とされている。

## 建築
パラマウントの建物は、敷地面積 930平方メートル、延床面積 2,550平方メートルで、鉄骨コンクリート造である。建築様式は、1930年代に世界的に流行したアール・デコによっている。オリジナルの建物の平面図はL字形で、立面の構図は、L字形の曲がり角の位置する正面入口を中心に、垂直の線を強調している。

## 交通
- 静安寺駅 - 上海軌道交通（地下鉄）2号線、7号線